# Jamila Gordon
Jamila Gordon (nascida na Somália) é diretora executiva e fundadora de uma empresa australiana (Lumachain) de Software como serviço que aplica inteligência artificial e Blockchain aos canais de abastecimento de alimentos.
Depois de escapar da Guerra Civil da Somália, aos dezoito anos, ela foi deslocada para o Quênia antes de se mudar para a Austrália, onde se formou em Tecnologia da Informação pela Universidade La Trobe.
Mais tarde, Jamila atuou como diretora de informática na Qantas e na Leighton Holdings/CIMIC e como executiva na IBM. Foi nomeada premiada global da Microsoft no International Women's Entrepreneurship Challenge 2018, Inovadora do ano da Austrália e Nova Zelândia no Women in AI Awards 2020, Empreendedor do Ano da NSW Pearcey 2021. Ela foi reconhecida como uma das 100 mulheres de 2021 da BBC.

## Infância e educação
Jamila Gordon nasceu em uma família nômade, no interior da Somália, e foi criada em uma pequena vila com outras 15 crianças. Como filha mais velha, esperava-se que ela desempenhasse um papel fundamental na administração da casa a partir dos cinco anos de idade, e essas responsabilidades eram mais importantes do que sua educação. Quando ela tinha 11 anos, sua família mudou-se para Mogadíscio, capital da Somália, para evitar uma seca. Assim que a guerra civil estourou, ela foi deslocada para o Quênia, onde conheceu um mochileiro australiano, que a ajudou a se mudar para a Austrália. Depois de chegar à Austrália, Jamila Gordon fez cursos de inglês no TAFE NSW e se matriculou em contabilidade na La Trobe University, em Melbourne. Ela mudou sua especialização para engenharia de software depois de fazer uma eletiva de programação e, finalmente, formou-se como bacharel em negócios e tecnologia da informação, em 1995.

## Carreira
Durante a faculdade, Jamila Gordon afirmou que trabalhou como lava-louças e ajudante de cozinha em um restaurante japonês local.
Depois de se formar, Jamila Gordon trabalhou no desenvolvimento de software e, posteriormente, no gerenciamento de projetos. Ela continuou seu trabalho com software para a British Gas e, posteriormente, na Emirates Airlines. Mais tarde, ela foi contratada pela Deloitte e, depois disso, passou a gerente sênior de projetos da IBM. Em 2001, a IBM a transferiu para a Europa, trabalhando em cidades de vários países onde ela havia liderado lançamentos globais para clientes da IBM, incluindo Solectron, AXA Insurance e ABN AMRO Bank. Em 2007, ela foi contratada como Diretora de Informática da Qantas Airways e depois da Leighton Holdings/CIMIC.

### Lumachain
Em abril de 2018, Gordon fundou a Lumachain, empresa que fornece blockchain e software de visão computacional para a indústria da carne, com US$ 3,5 milhões em financiamento inicial, em uma rodada liderada pelo fundo de capital de risco CSIRO (Main Sequence Ventures). Seu objetivo declarado é adicionar transparência às cadeias globais de abastecimento de alimentos e fornecer um registro auditável para provar se um item vem de fontes eticamente responsáveis (por exemplo, condições do trabalhador, conformidade com o código de saúde). Em 2019, a empresa fez parceria com a Microsoft, a JBS SA  e a CSIRO  para testes em larga escala.

## Prêmios
- 2009 - Prêmio de Aluna Destacada da Universidade La Trobe.[21]
- 2018 - Global Awardee, Microsoft International Women Entrepreneurship Challenge (IWEC).[2]
- 2020 - Prêmio Empreendedora do Ano, da NSW Pearcey, Fundação Pearcey.[4]
- 2021 - Inovadora do Ano da Austrália e Nova Zelândia, Prêmio "Mulheres na Inteligência Artificial".[3]
- 2021 - Lista das 100 mulheres da BBC.[22]

## Vida pessoal
Gordon é uma defensora da diversidade e inclusão de mulheres em STEM, e está ajudando refugiados de várias origens a terem sucesso na Austrália. Ela cita particularmente suas experiências em trabalho infantil como um fator impulsionador de seu trabalho socialmente responsável por meio da tecnologia. Nessa função, ela já foi voluntária como membro do conselho das organizações sociais CareerSeekers e CareerTrackers. Ela também é embaixadora global da Fundação IWEC e atua como membro do Conselho Consultivo da Questacon.